# Piśmiennictwo Bośni i Hercegowiny – średniowiecze
Gdy Słowianie przybyli na tereny Bośni i Hercegowiny, byli prawdopodobnie ludem niepiśmiennym. Nie zachowały się żadne informacje na temat istnienia literatury przedchrześcijańskiej na tym terytorium. Początki tradycji piśmienniczej datuje się na IX wiek, a pojawienie się pierwszych zabytków językowych związane jest z szerzeniem chrześcijaństwa przez Cyryla i Metodego. Ci dwaj święci działali w ramach misji głównie na terenie Moraw, gdzie szerzyli ideę wprowadzenia do liturgii języka słowiańskiego. Językiem tym był staro-cerkiewno-słowiański opracowany na podstawie dialektów sołuńskich, do którego zapisu służyło pismo głagolickie. Po śmierci Cyryla i Metodego ich uczniowie zostali wygnani z terenów misji, a rezygnacja z języka słowiańskiego w liturgii na północy Słowiańszczyzny spowodowała, że byli zmuszeni udać się na południe i wschód. Ośrodek piśmiennictwa głagolickiego został tym samym przeniesiony. W czasie rozpoczęto działalność misyjną na terenie Słowiańszczyzny południowej, opracowano uproszczoną formę głagolicy – cyrylicę.

## Początek piśmiennictwa
Początki piśmiennictwa na terenie Bośni i Hercegowiny przypadają na okres wczesnego średniowiecza i jest to piśmiennictwo w przeważającej większości cyrylickie. Chociaż na podstawie pozostałości z okresu rzymskiego można przypuszczać, że ośrodki piśmiennictwa łacińskiego również istniały, do dziś nie zachowały się zabytki językowe z niego pochodzące. Dokładny moment narodzin piśmiennictwa bośniacko-hercegowińskiego nie jest znany. Przypuszcza się jednak, że pierwsze teksty pisane pojawiły się jeszcze przed XII wiekiem. Piśmiennictwo na tym terenie rozwijało się za pomocą pism: greckiego, łacińskiego, głagolickiego i cyrylickiego.

### Rodzaje pisma
Śladów piśmiennictwa greckiego nie jest zbyt wiele i ich występowanie ogranicza się głównie do Zahumla (dzisiejszej Hercegowiny), które od X wieku znajdowało się w strefie wpływów Bizancjum. Zabytki pisma łacińskiego natomiast odnajdowane są na terenie całej Bośni i Hercegowiny. Najczęściej występują pod postacią kościelnych epigrafów, pieczęci bośniackich władców i inskrypcji z kamieni nagrobnych. Większe skupiska zabytków piśmiennictwa łacińskiego powstałych po drugiej połowie XII znajdowane są przez badaczy na terenach działalności misyjnej franciszkanów, którzy rozpoczęli ją w regionie właśnie w tym momencie. Zabytki starsze lokalizowane są głównie w okolicach większych ośrodków miejskich, jednak ich występowanie jest w dużej mierze chaotyczne.
Głagolica osiągnęła największą popularność w XII wieku. Rozwijała się w ramach tak zwanego południowo-wschodniego ośrodka głagolickiego obejmującego Zahumle, Zetę, Duklę i Bośnię wschodnią. Z tego okresu pochodzą dwa z najbardziej znanych bośniacko-hercegowińskich zabytków językowych: fragmenty Grškovicia i Mihanovicia. Obydwa teksty pisane są tak zwaną głagolica półobłą – pismem przejściowym z głagolicy obłej do kanciastej, czasem nazywanej chorwacką. Aktywność tego ośrodka wygasa z końcem XII wieku ze względu na nagły wzrost popularności łatwiejszej w użyciu cyrylicy. Rozkwit piśmiennictwa cyrylickiego spowodował, że bośniacko-hrecegowiński ośrodek głagolicki nie zdobył tak dużego zasięgu jak drugi, północno-zachodni, znajdujący się na terenie Chorwacji, gdzie głagolica była w użyciu aż do XX wieku. Pomimo generalnej rezygnacji z pisma głagolickiego, w późniejszych latach wciąż jest szczątkowo obecne. Pojawia się w użyciu pod postacią komentarzy pisanych na marginesach cyrylickich tekstów. Podejrzewa się również, że głagolica była używana w autochtonicznym Kościele bośniackim, a niemal wszystkie zabytki cyrylickie są przepisane ze starszych, głagolickich oryginałów.
Cyrylica w okresie średniowiecza była najbardziej rozpowszechnionym pismem ze wszystkich używanych na terytorium dzisiejszej Bośni i Hercegowiny. Zaczęła być używana wkrótce po jej powstaniu, za dowód czego uważa się płytę humacką z Zahumla, której pochodzenie datuje się na X wiek. Pomimo wczesnych początków piśmiennictwa cyrylickiego jego złoty okres przypada na końcówkę XII wieku. Okres ten pokrywa się ze stopniowym zamieraniem głagolickiego ośrodka językowego. W tym czasie wykształca się również charakterystyczny dla tego regionu krój cyrylicy, tak zwana cyrylica bośniacka (bs. bosančica). Cyrylickie zabytki językowe, ze względu na swoją różnorodność i obfitość, dzielone są na kilka grup:
- Rękopisy kościelne – napisane w języku staro-cerkiewno-słowiańskim w lokalnej redakcji, tj. z elementami charakterystycznymi dla języka ludowego. Obejmują one teksty kanoniczne takie jak modlitwy, ale również i spoza kanonu: apokryfy i notatki sporządzane na marginesach rękopisów, inskrypcje na steciakach.
- Akty prawne i listy – zabytki widocznie ukazujące sposób ekspresji wspólnoty lokalnej. Napisane głównie w celach dyplomatycznych, istotne ze względu na wartość archiwalną.
- Literatura piękna – najmniej liczna grupa zabytków, pisana głównie na zamówienie panujących i w przeważającej większości sprowadzająca się do tłumaczeń popularnych dzieł europejskich.

## Literatura Kościoła bośniackiego
Powstające na potrzeby działalności Kościoła bośniackiego dzieła literackie ograniczają się głównie do tłumaczeń Nowego Testamentu. Najstarszym znanym zabytkiem z tej kategorii jest rękopis powstały na terenie Zahumla pod koniec XII wieku znany jako Ewangelia Mirosława.
Ważnymi zabytkami świadczącymi o specyfice Kościoła bośniackiego, nazywanego również herezją dualistyczną, są Tajemna księga wiedeńska i Początki świata, które zachowały się jedynie we fragmentach. Treść tych dzieł dotyczy głównie istoty natury ludzkiej i przekonania o zbawieniu, które jest możliwe do osiągnięcia jedynie za sprawą bożej łaski, a nie dzięki Eucharystii. Podkreślane jest również pochodzenie ludzi, którzy są w rzeczywistości duszami aniołów uwiedzionymi przez szatana. Świadectwem odmienności doktryny Kościoła bośniackiego jest również Heretycka księga tajemna, której łacińskie tłumaczenie znajduje się w Austriackiej Bibliotece Narodowej.
Koniec rozwoju literatury Kościoła bośniackiego przypada na okres panowania bana Kulina (koniec XII wieku), który po naciskach ze strony papieża Innocentego III zostaje oficjalnie ochrzczony według obrządku rzymskiego. Pomimo decyzji Kulina obecność członków Kościoła bośniackiego poświadczona jest w spisach podatkowych nawet po wcieleniu Bośni i Hercegowiny do Imperium Osmańskiego. Od tego momentu jednak ich liczebność znacząco malała - pojawiają się wprawdzie notatki duchownych Kościoła bośniackiego na kartach tekstów kanonicznych i glosy w Ewangelii Srećkovicia, jednakże są one zjawiskiem marginalnym.

## Epigrafy
Najczęściej pojawiają się na steciakach, a także budynkach kościelnych, sędziowskich tronach, mauzoleach, tablicach karnych i tym podobnych. Forma zapisów tego typu była zwykle lakoniczna i ściśle określona. Epigrafy znajdujące się na bośniacko-hercegowińskich zabytkach zwykle zaczynają się od słów „I niech będzie wiadomo...” oraz „I spoczywa...”. Pisarze i wykonawcy epigrafów są najczęściej anonimowi.
Najstarsze znane inskrypcje epigraficzne pochodzą z okolic Zahumla (z końca X wieku), środkowej Bośni (w przeważającej większości z XII wieku) i Stolaca (z początków XIII wieku, ale pojawiające się nieprzerwanie do XV wieku).
Znane imiona wykonawców takich epigrafów to między innymi: Prodan, Miogost, Veseoko Kukulamović, Vukašin, Bratjen, Semorad, Grubač, Nikola Dragojević, Dragoje dijak, Ugarak. Wszystkie z nich mają etymologię słowiańską, choć większość nie jest współcześnie używana.

## Manuskrypty
Manuskrypty obejmują przywileje, akty nadania, listy dworskie oraz listy pisane przez poszczególnych władców. Powstają w okresie od wydania przywileju bana Kulina z 1189, do przywileju ostatniego bośniackiego bana, Stefana Tomaševicia (1461 rok). Większość z nich to teksty niepoetyckie, jednak zdarzają się również przykłady zawierające indywidualne cechy wyrazu swoich autorów. Ze względu na indywidualność wymykającą się z ram tekstów formalnych godnymi uwagi są listy księcia Črnomira, w których gniewnie opowiada o działaniach Republiki Dubrownickiej, oraz przywilej bana Stefana II i jego brata Władysława, które wyróżniają się bogactwem narracji. Opisane przez nich bohaterstwo postaci Vlatka Vukosavicia ma wiele cech charakterystycznych dla dziesięciozgłoskowych pieśni ludowych, które zapisywane były dużo później.
Za jeden z najpiękniejszych utworów bośniacko-hercegowińskiego średniowiecza uważany jest akt nadania z 1392 roku, który poza cechami charakterystycznymi dla tekstów prawnych tego okresu, posiada widoczne cechy poetyckie.